# Подруте
Подруте (хорв. Podrute) — населений пункт у Хорватії, у Вараждинській жупанії у складі міста Новий Мароф.

## Населення
Населення за даними перепису 2011 року становило 421 осіб.
Динаміка чисельності населення поселення:

## Клімат
Середня річна температура становить 9,56 °C, середня максимальна – 23,04 °C, а середня мінімальна – -5,77 °C. Середня річна кількість опадів – 978 мм.
| Клімат поселення                              | Клімат поселення | Клімат поселення | Клімат поселення | Клімат поселення | Клімат поселення | Клімат поселення | Клімат поселення | Клімат поселення | Клімат поселення | Клімат поселення | Клімат поселення | Клімат поселення | Клімат поселення |
| Показник                                      | Січ.             | Лют.             | Бер.             | Квіт.            | Трав.            | Черв.            | Лип.             | Серп.            | Вер.             | Жовт.            | Лист.            | Груд.            |                  |
| Середній максимум, °C                         | 5,40             | 6,86             | 10,86            | 14,82            | 19,84            | 23,04            | 22,40            | 21,86            | 17,93            | 12,98            | 7,53             | 3,82             |                  |
| Середня температура, °C                       | −0,19            | 1,28             | 5,26             | 9,24             | 14,25            | 17,44            | 19,21            | 18,66            | 14,74            | 9,80             | 4,34             | 0,63             |                  |
| Середній мінімум, °C                          | −5,77            | −4,32            | −0,33            | 3,65             | 8,66             | 11,86            | 16,04            | 15,48            | 11,56            | 6,61             | 1,16             | −2,56            |                  |
| Норма опадів, мм                              | 48               | 51               | 66               | 76               | 84               | 112              | 98               | 98               | 92               | 92               | 91               | 70               |                  |
| Середньомісячна швидкість вітру, м/с          | 2.04             | 2.23             | 2.58             | 2.57             | 2.42             | 2.12             | 2.07             | 1.90             | 1.94             | 2.05             | 2.16             | 2.15             |                  |
| Середньомісячна сонячна радіація, кДж/м²·день | 4106             | 6867             | 10527            | 14833            | 18849            | 20629            | 21406            | 18625            | 13857            | 8672             | 4611             | 3310             |                  |
| --------------------------------------------- | ---------------- | ---------------- | ---------------- | ---------------- | ---------------- | ---------------- | ---------------- | ---------------- | ---------------- | ---------------- | ---------------- | ---------------- | ---------------- |
| Джерело:                                      |                  |                  |                  |                  |                  |                  |                  |                  |                  |                  |                  |                  |                  |